# Rugi (okręg Gorj)
Rugi – wieś w Rumunii, w okręgu Gorj, w gminie Turcinești. W 2011 roku liczyła 462 mieszkańców.